# Rousettus obliviosus
Rousettus obliviosus är en däggdjursart som beskrevs av Dieter Kock 1978. Rousettus obliviosus ingår i släktet Rousettus och familjen flyghundar. Inga underarter finns listade.
Exemplaren når en kroppslängd (huvud och bål) av 121 till 142 mm, en svanslängd av 14 till 25 mm och en vikt av 42 till 73 g. De har 70 till 78 mm långa underarmar, bakfötter som är 13 till 17 mm långa och 15 till 18 mm stora öron. Denna flyghund har en kraftigare skalle än Rousettus madagascariensis. Arten saknar hår på skenbenet och pälsen är ljus gråbrun.
Denna flyghund förekommer på Comorerna. Arten vistas där i låglandet och i bergstrakter upp till 1750 meter över havet. Habitatet utgörs av skogar, trädansamlingar i öppna landskap och trädodlingar. Individerna vilar i grottor eller sällan i den täta växtligheten.
Rousettus obliviosus är nattaktiv och den bildar större grupper vid födosöket. Den flyger inne i skogen och ovanför trädens kronor. Exemplaren har förmåga att nästan stanna i luften. Sovplatsen ligger vanligen 150 meter från grottans ingång. Denna flyghund äter fikon, frukter av sapotillväxter, frukter av jackfruktsläktet och odlade frukter som banan och papaya. Enligt ett fåtal studier föds ungarna under regnperioden mellan oktober och augusti.
Stormar kan påverka beståndet på grund av den begränsade utbredningen. Andra hot är skogsröjningar och störningar vid viloplatsen. IUCN kategoriserar arten globalt som sårbar.